# ولی فلز (کارولینای جنوبی)
ولی فلز(به انگلیسی: Valley Falls) شهری در ایالت کارولینای جنوبی کشور ایالات متحده آمریکا است که جمعیت آن در سرشماری سال ۲۰۱۰ میلادی، ۶٬۲۹۹ نفر بوده‌است.